# Мехтиев, Дашты Мелик оглы
Дашты Мелик оглы Мехтиев (азерб. Daşdı Məlik oğlu Mehdiyev; 1 июня 1900, Шемахинский уезд — 19 июля 1974, Ахсу) — советский азербайджанский хлебороб, Герой Социалистического Труда (1951).

## Биография
Родился 1 июня 1900 года в селе Джеваншир Шемахинского уезда Бакинской губернии (ныне село в Ахсуйском районе Азербайджана).
В 1940—1974 годах — сторож колхоза имени Касумова, колхозник, звеньевой, председатель колхоза имени Калинина Ахсуинского района. В 1949 году получил урожай пшеницы 31,6 центнеров с гектара на площади 20 гектаров.
Указом Президиума Верховного Совета СССР от 12 января 1951 года за получение высоких урожаев пшеницы в 1949 году Мехтиеву Дашты Мелик оглы присвоено звание Героя Социалистического Труда с вручением ордена Ленина и золотой медали «Серп и Молот».
Активно участвовал в общественной жизни Азербайджана. Член КПСС с 1941 года.
С 1968 года — пенсионер союзного значения.
Скончался 19 июля 1974 года в городе Ахсу.